# Championnats du monde de triathlon longue distance 2003
Les Championnats du monde de triathlon longue distance 2003 présentent les résultats des championnats mondiaux longue distance de triathlon en 2003 organisés par la fédération internationale de triathlon.
Ces 10e championnats se sont déroulés à Ibiza en Espagne le 11 mai 2003.

## Distances
| Distances course (kilomètres) | Distances course (kilomètres) | Distances course (kilomètres) |
| Natation                      | Vélo                          | Course à pied                 |
| ----------------------------- | ----------------------------- | ----------------------------- |
| 4                             | 120                           | 30                            |

## Résultats

### Homme
| Rang   | Athlète             | Pays      | Temps           |
| ------ | ------------------- | --------- | --------------- |
| Or     | Eneko Llanos        | Espagne   | 5 h 37 min 15 s |
| Argent | Rutger Beke         | Belgique  | 5 h 38 min 26 s |
| Bronze | Xavier Le Floch     | France    | 5 h 38 min 58 s |
| 4      | Marcel Zamora Perez | Espagne   | 5 h 41 min 00 s |
| 5      | Mika Luoto          | Finlande  | 5 h 41 min 23 s |
| 6      | Torbjørn Sindballe  | Danemark  | 5 h 43 min 21 s |
| 7      | Frank Heldoorn      | Pays-Bas  | 5 h 43 min 52 s |
| 8      | Kai Soderdahl       | Finlande  | 5 h 44 min 29 s |
| 9      | Gilles Reboul       | France    | 5 h 45 min 04 s |
| 10     | Normann Stadler     | Allemagne | 5 h 45 min 06 s |

### Femme
| Rang   | Athlète               | Pays        | Temps           |
| ------ | --------------------- | ----------- | --------------- |
| Or     | Virginia Berasategui  | Espagne     | 6 h 19 min 20 s |
| Argent | Ana Burgos            | Espagne     | 6 h 20 min 14 s |
| Bronze | Sione Jongstra        | Pays-Bas    | 6 h 30 min 53 s |
| 4      | Bella Comerford       | Royaume-Uni | 6 h 31 min 00 s |
| 5      | Edith Niederfriniger  | Italie      | 6 h 34 min 31 s |
| 6      | Hélène Salomon-Watson | France      | 6 h 37 min 45 s |
| 7      | Lisbeth Kristensen    | Danemark    | 6 h 39 min 50 s |
| 8      | Ariane Gutknecht      | Suisse      | 6 h 42 min 27 s |
| 9      | Martina Dogana        | Italie      | 6 h 45 min 31 s |
| 10     | Tiina Boman           | Finlande    | 6 h 46 min 30 s |

## Tableau des médailles
| Rang  | Nation   | Or | Argent | Bronze | Total |
| ----- | -------- | -- | ------ | ------ | ----- |
| 1     | Espagne  | 2  | 1      | 0      | 3     |
| 2     | Belgique | 0  | 1      | 0      | 1     |
| 3     | France   | 0  | 0      | 1      | 1     |
| -     | Pays-Bas | 0  | 0      | 1      | 1     |
| Total | Total    | 2  | 2      | 2      | 6     |